# چوهی نامبو
چوهی نامبو (انگلیسی: Chūhei Nambu؛ ۲۷ مه ۱۹۰۴ – ۲۳ ژوئیه ۱۹۹۷) ورزشکار دو و میدانی اهل ژاپن بود.
وی در مسابقات کشوری و بین‌المللی در مجموع برندهٔ ۱ مدال طلا، ۱ مدال برنز شده‌است.